# Ruds säteri

Ruds säteri är en herrgård vid Bergsjön i Ny socken i  Arvika kommun.
Namnet Rud nämns första gången vid biskopen från Skara Laurentius besök 1355.
Ägare under 1500- och 1600-talet var släkterna Bratt af Höglunda, Dreffenfeldt och Beijerhielm.
Under 1820-talet ägdes egendomen av Lars Daniel Larsson, "Värmlandskungen", vilken hade kunglig tillåtelse till eget sedeltryckeri.
Gården är en jord- och skogsegendom med en huvudbyggnad daterad 1799.
De gamla ekonomibyggnaderna revs och nya uppfördes 1989. År 2005 införlivades delar av Norseruds säteris skogar med egendomen.